# هيبومنغنات البوتاسيوم
هيبومنغنات البوتاسيوم هو مركب لاعضوي صيغته K3MnO4، ويوجد في الشروط القياسية على هيئة صلب أزرق.

## التحضير
يمكن أن يحضر المركب من تفاعل اختزال بيرمنغنات البوتاسيوم بكمية فائضة من كبريتيت البوتاسيوم؛

## الخواص
يعد المركب مثالاً نادراً على مركب للمنغنيز بحالة الأكسدة +5. تبلغ قيمة الامتصاص العظمى في مطيافية الأشعة المرئية وفوق البنفسجية 670 نانومتر.